# Élections régionales de 1975 en Schleswig-Holstein
Les élections régionales de 1975 en Schleswig-Holstein (en allemand : Landtagswahl in Schleswig-Holstein 1975) se tiennent le 13 avril 1975, afin d'élire les 73 députés de la 8e législature du Landtag pour un mandat de quatre ans.
Le scrutin est marqué par une nouvelle victoire de la CDU, qui conserve de justesse sa majorité absolue acquise au cours des élections de 1971. Gerhard Stoltenberg reste donc ministre-président.

## Contexte
Aux élections régionales du 25 avril 1971, la CDU, au pouvoir depuis plus de 20 ans, remporte pour la première fois dans l'histoire du Land la majorité absolue des voix avec près de 52 % des suffrages exprimés, ce qui lui donne 40 députés sur 73. L'ancien ministre fédéral Gerhard Stoltenberg est ainsi investi ministre-président.
Le SPD de Jochen Steffen est la seule autre force politique à franchir le plancher électoral des 5 % des voix. Le FDP, partenaire de la CDU depuis 1950 et qui avait fait connaître son intention de gouverner avec le SPD, est en effet exclu du Landtag avec à peine 3 % des suffrages.
En mai 1973, le député Klaus Matthiesen prend la succession de Steffen à la présidence du groupe parlementaire du Parti social-démocrate, devenant alors le principal opposant à Gerhard Stoltenberg.

## Mode de scrutin
Le Landtag est constitué de 73 députés (en allemand : Mitglied des Landtags, MdL), élus pour une législature de quatre ans au suffrage universel direct et suivant le scrutin proportionnel d'Hondt.
Chaque électeur dispose d'une voix, qui compte double : elle lui permet de voter pour un candidat de sa circonscription, selon les modalités du scrutin uninominal majoritaire à un tour, le Land comptant un total de 44 circonscriptions ; elle est alors automatiquement attribuée au parti politique dont ce candidat est le représentant.
Lors du dépouillement, l'intégralité des 73 sièges est répartie en fonction des voix attribuées aux partis, à condition qu'un parti ait remporté 5 % des voix au niveau du Land. Cette limite ne s'applique pas à la Fédération des électeurs du Schleswig du Sud, qui représente les Danois d'Allemagne. Si un parti a remporté des mandats au scrutin uninominal, ses sièges sont d'abord pourvus par ceux-ci.
Dans le cas où un parti obtient plus de mandats au scrutin uninominal que la proportionnelle ne lui en attribue, la taille du Landtag est augmentée jusqu'à rétablir la proportionnalité.

## Campagne

### Principales forces
| Parti | Parti                                                                              | Chef de file                             | Résultats de 1971          |
| ----- | ---------------------------------------------------------------------------------- | ---------------------------------------- | -------------------------- |
|       | Union chrétienne-démocrate d'Allemagne Christlich Demokratische Union Deutschlands | Gerhard Stoltenberg (Ministre-président) | 51,9 % des voix 40 députés |
|       | Parti social-démocrate d'Allemagne Sozialdemokratische Partei Deutschlands         | Klaus Matthiesen                         | 41,0 % des voix 32 députés |
|       | Fédération des électeurs du Schleswig du Sud Südschleswigscher Wählerverband       | Karl Otto Mayer                          | 1,4 % des voix 1 député    |

## Résultats

### Voix et sièges
| Parti                             | Parti                                              | Voix      | Voix  | Sièges | Sièges        | Sièges | Sièges | Sièges        |
| Parti                             | Parti                                              | Votes     | %     | MU1    | +/-           | Liste  | Total  | +/-           |
| --------------------------------- | -------------------------------------------------- | --------- | ----- | ------ | ------------- | ------ | ------ | ------------- |
|                                   | Union chrétienne-démocrate d'Allemagne (CDU)       | 758 277   | 50,39 | 36     | 1             | 1      | 37     | 3             |
|                                   | Parti social-démocrate d'Allemagne (SPD)           | 603 360   | 40,10 | 8      | 1             | 22     | 30     | 2             |
|                                   | Parti libéral-démocrate (FDP)                      | 107 042   | 7,11  | 0      | en stagnation | 5      | 5      | 5             |
|                                   | Fédération des électeurs du Schleswig du Sud (SSW) | 20 703    | 1,38  | 0      | en stagnation | 1      | 1      | en stagnation |
|                                   | Parti national-démocrate d'Allemagne (NPD)         | 8 123     | 0,54  | 0      | en stagnation | 0      | 0      | en stagnation |
|                                   | Parti communiste allemand (DKP)                    | 5 926     | 0,39  | 0      | en stagnation | 0      | 0      | en stagnation |
|                                   | Autres                                             | 1 302     | 0,09  | 0      | en stagnation | 0      | 0      | en stagnation |
|                                   |                                                    |           |       |        |               |        |        |               |
| Votes valides                     | Votes valides                                      | 1 504 683 | 99,34 |        |               |        |        |               |
| Votes blancs et nuls              | Votes blancs et nuls                               | 9 963     | 0,66  |        |               |        |        |               |
| Total                             | Total                                              | 1 514 646 | 100   | 44     | en stagnation | 29     | 73     | en stagnation |
| Abstentions                       | Abstentions                                        | 325 950   | 17,71 |        |               |        |        |               |
| Nombre d'inscrits / participation | Nombre d'inscrits / participation                  | 1 840 596 | 82,29 |        |               |        |        |               |